# Preferente Galicia
La Preferente Galicia es la sexta categoría del sistema de ligas de fútbol masculino en Galicia. Constituye el nivel posterior a la Tercera Federación. Su organización corre a cargo de la Real Federación Gallega de Fútbol. Consta de 2 grupos, con 18 equipos cada uno, distribuidos por proximidad geográfica. Su estatus es amateur.

## Historia
Inicialmente, la Serie A era la máxima categoría del Campeonato de Galicia organizado por la Federación Gallega de Fútbol, hasta que, en 1940, la Real Federación Española de Fútbol ordenó con un decreto la supresión de facto de todos los campeonatos regionales, incluido el Campeonato de Galicia, excluyendo de la participación a los clubes que ya militaban simultáneamente en categorías estatales y modificando el sistema de clasificación para la Copa de España, que a partir de entonces sería otorgada según la posición final conseguida en las ligas estatales y no mediante los campeonatos regionales.
La decisión de la RFEF transformó la Serie A en la primera categoría territorial de Galicia dentro del sistema de divisiones estatal, haciendo que los equipos gallegos que militaban en divisiones estatales ya no tomaran parte de la Serie A. Antes de 1940, los clubes gallegos que jugaban en categorías estatales también participaban en la Serie A del Campeonato de Galicia al mismo tiempo.
A pesar de los cambios, se mantuvo la denominación Serie A proveniente del campeonato recién suprimido durante varias décadas hasta que la competición canjeó su nombre por el de Regional Preferente en 1978.

### Denominaciones
- Serie A: 1940-1978
- Regional Preferente: 1978-2006
- Preferente Autonómica: 2006-2015
- Preferente Galicia: desde 2015

## Sistema de competición

### Temporada 2020-21
Debido a la situación sanitaria provocada por la pandemia de COVID-19, el sistema de competición varía respecto al de temporadas anteriores. La competición se desarrolla en tres fases, de las cuales, la primera corresponde a la competición regular, la segunda corresponde a la fase de ascenso a Tercera División RFEF y la tercera corresponde a la fase de clasificación para la Copa del Rey. De forma excepcional e igual que sucedió en la temporada anterior, no hay descensos a Primera Galicia.

#### Primera fase
En la primera fase participan un total de 37 clubes, distribuidos en dos grupos -Norte y Sur-, divididos cada uno, a su vez, en tres subgrupos de seis o siete equipos cada uno denominados A, B y C. Se disputan un total de 14 jornadas para el subgrupo de 7 equipos y 10 jornadas para los subgrupos de 6 equipos. Los clubes participantes se enfrentan a doble vuelta mediante el sistema de puntos. 
Los clubes clasificados en los dos primeros puestos de los seis subgrupos acceden a la fase de ascenso a Tercera División RFEF, los clasificados en el tercer puesto acceden a la fase de clasificación para la Copa del Rey y los clasificados del cuarto al sexto lugar (del 4º al 7º en el subgrupo de 7 equipos) permanecen en la categoría.

#### Fase de ascenso a Tercera División RFEF
En la fase de ascenso participan los 12 clubes clasificados en los dos primeros puestos de los seis subgrupos de la primera fase, distribuidos en dos grupos -Norte y Sur- de seis equipos cada uno. Los primeros clasificados de cada subgrupo comienzan la fase de ascenso con 3 puntos, mientras que los segundos clasificados comienzan la fase de ascenso con 1 punto. Los clubes participantes se enfrentan a una única vuelta (cada equipo jugará dos partidos como local y dos como visitante) mediante el sistema de puntos y no se enfrentan al equipo que procede de su mismo subgrupo.
Los clubes clasificados en los dos primeros puestos de los dos grupos participarán en la Tercera División RFEF 2021-22.

#### Fase de clasificación para la Copa del Rey
En la fase de clasificación para la Copa del Rey participan los 6 clubes clasificados en el tercer puesto de los seis subgrupos de la primera fase, distribuidos en dos grupos -Norte y Sur- de tres equipos cada uno. Los clubes participantes se enfrentan a una única vuelta (cada equipo jugará un partido como local y uno como visitante) mediante el sistema de puntos.
Los clubes clasificados en el primer puesto de cada grupo se enfrentarán en una eliminatoria final. El ganador de dicha eliminatoria participará en la fase previa interterritorial de la Copa del Rey de fútbol 2021-22.

### Temporadas anteriores
Hasta la temporada 2019/20, la categoría estaba formada por 40 equipos repartidos en dos grupos de 20: 
- Preferente Norte, formada por equipos de las provincias de La Coruña y Lugo.
- Preferente Sur, formada por equipos de las provincias de Orense y Pontevedra.

Al finalizar la liga, el campeón y el subcampeón de cada grupo ascendían a Tercera División de España. Los terceros clasificados jugaban una promoción entre sí para determinar el orden de ascenso en caso de producirse vacantes en Tercera. Con el mismo fin, los cuartos clasificados también jugaban una promoción entre sí. 
Además los dos campeones de grupo jugaban, a partido único, la Copa de Campeones de Preferente, que daba derecho a jugar la Copa del Rey de la siguiente temporada.
Los tres últimos equipos de cada grupo descendían a Primera Galicia. Cuando el número de descensos de equipos gallegos desde Segunda B a Tercera era mayor que el número de ascensos de conjuntos gallegos de Tercera a Segunda B, se producían descensos adicionales desde Preferente a Primera Galicia para compensar esa diferencia.

## Equipos en la temporada 24/25
| GRUPO NORTE                   | GRUPO SUR                |
| ----------------------------- | ------------------------ |
| Atlético Coruña Montañeros CF | UD Atios                 |
| Club Atlético Escairón        | SCD Atlántida Matamá     |
| CSD Arzúa                     | Atlético Arnoia          |
| CD Lalin                      | CD Barco                 |
| Cidade de Ribeira CF          | CD Beluso                |
| Dubra SD                      | Céltiga FC               |
| AD Miño                       | Cented Academy FS        |
| SDC Galicia de Mugardos       | CD Choco                 |
| Club Lemos                    | CD Cultural Áreas        |
| SD Negreira                   | SD Juvenil de Ponteareas |
| SD O Val                      | Club Juventud Cambados   |
| SDC Órdenes                   | CD Moaña                 |
| UD Paiosaco                   | Pontevedra CF "B"        |
| SD Pol                        | Porriño Industrial FC    |
| Ribadeo FC                    | Portonovo SD             |
| San Tirso SD                  | Club Rápido de Bouzas    |
| Sigüeiro CF                   | Umia CF                  |
| SD Sofán                      | Verín CF                 |

## Historial
| Temporada | Campeón              | Campeón               | Ascendidos a Tercera División |
| --------- | -------------------- | --------------------- | --- |
| 1940/41   | Vigués FC            | Vigués FC             | Vigués FC |
| 1941/42   | Club Coruña          | Club Coruña           | No hubo ascensos |
| 1942/43   | Lugo Sporting        | Lugo Sporting         | UD Orensana, Pontevedra CF |
| 1943/44   | Club Turista         | Club Turista          | Club Turista |
| 1944/45   | Rápido de Bouzas     | Rápido de Bouzas      | No hubo ascensos |
| 1945/46   | Deportivo Juvenil    | Deportivo Juvenil     | Deportivo Juvenil |
| 1946/47   | CD Coia              | CD Coia               | Arosa SC |
| 1947/48   | Club Turista         | Club Turista          | No hubo ascensos |
| 1948/49   | Club Lemos           | Club Lemos            | Club Lemos |
| 1949/50   | Marín CF             | Marín CF              | No hubo ascensos |
| 1950/51   | Club Turista         | Club Turista          | No hubo ascensos |
| 1951/52   | Marín CF             | Marín CF              | Marín CF |
| 1952/53   | Club Turista         | Club Turista          | Club Turista |
| 1953/54   | Fabril               | Fabril                | Fabril |
| 1954/55   | Club Arenal          | Club Arenal           | No hubo ascensos |
| 1955/56   | Club Santiago        | Club Santiago         | Club Santiago, Marín |
| 1956/57   | CD Cambados          | CD Cambados           | CD Cambados, CD Choco, Club Arenal |
| 1957/58   | SD Avenida           | SD Avenida            | Pontevedra CF, Viveiro |
| 1958/59   | Club Lemos           | Club Lemos            | Club Lemos, Coruxo FC |
| 1959/60   | Marín CF             | Marín CF              | Marín CF, CD Choco |
| 1960/61   | AD Couto             | AD Couto              | AD Couto, Alondras CF |
| 1961/62   | CD Foz               | CD Foz                | CD Foz, Bueu SD |
| 1962/63   | SD Compostela        | SD Compostela         | SD Compostela, CD Choco |
| 1963/64   | As Pontes            | As Pontes             | CD As Pontes, CD Arenteiro |
| 1964/65   | Rápido de Bouzas     | Rápido de Bouzas      | Rápido de Bouzas, Brigantium CF |
| 1965/66   | Arsenal Ferrol       | Arsenal Ferrol        | Arsenal Ferrol, CD As Pontes |
| 1966/67   | Atlético Pontevedrés | Atlético Pontevedrés  | Atlético Pontevedrés, SDC Órdenes |
| 1967/68   | Choco                | Choco                 | No hubo ascensos |
| 1968/69   | Club Turista         | Club Turista          | Club Turista |
| 1969/70   | Club Lemos           | Club Lemos            | Club Lemos |
| 1970/71   | SD Compostela        | SD Compostela         | SD Compostela, Fabril |
| 1971/72   | Gran Peña            | Gran Peña             | Gran Peña FC |
| 1972/73   | CD Lugo              | CD Lugo               | CD Lugo |
| 1973/74   | Gran Peña FC         | Gran Peña FC          | Gran Peña FC |
| 1974/75   | Arosa SC             | Arosa SC              | Arosa SC |
| 1975/76   | SD Compostela        | SD Compostela         | SD Compostela, Gran Peña FC |
| 1976/77   | Fabril               | Fabril                | Fabril, Sporting Celanova, Club Turista, Juventud Cambados, Noia SD                                                                       |
| 1977/78   | Alondras             | Alondras              | Alondras |
| 1978/79   | Atlético Riveira     | Atlético Riveira      | Atlético Riveira, Noia SD |
| 1979/80   | Vista Alegre SD      | Vista Alegre SD       | Vista Alegre SD, Club Lemos, Flavia SD, CD Boiro, CD Choco, Porriño Industrial CF, CD Arenteiro, San Martín C.F., Céltiga FC, SD Fisterra |
| 1980/81   | Viveiro              | Viveiro               | Viveiro, Lalín, Verín |
| Temporada | Campeón Grupo Norte  | Campeón Grupo Sur     | Ascendidos a Tercera División |
| 1981/82   | Eume Deportivo       | CD Barco              | Eume Deportivo, CD Barco, Gondomar CF |
| 1982/83   | Noia SD              | Céltiga FC            | Noia SD, Céltiga FC, Tyde CF |
| 1983/84   | CD Boiro             | Coruxo FC             | CD Boiro, Coruxo FC, CD As Pontes |
| 1984/85   | Flavia SD            | Portonovo SD          | Flavia SD, Portonovo SD, Marín CF |
| 1985/86   | Bergantiños          | Gondomar CF           | Gondomar CF, Bergantiños FC |
| 1986/87   | Club Lemos           | Tyde CF               | Club Lemos, Tyde CF, Puebla CF, Juventud Cambados, CD Valladares, Sporting Sada                                                           |
| 1987/88   | Viveiro CF           | Villalonga FC         | Viveiro CF, Villalonga FC, Brigantium CF, SD Juvenil Ponteareas                                                                           |
| 1988/89   | SDC Órdenes          | Celta Turista         | Celta Turista, SDC Órdenes, SD Burela |
| 1989/90   | Sporting Sada        | Alondras CF           | Sporting Sada, Alondras CF, Meirás CF |
| 1990/91   | SD Mindoniense       | CD Estradense         | SD Mindoniense, CD Estradense, Flavia SD, Coruxo FC                                                                                       |
| 1991/92   | Racing Vilalbés      | Caselas FC            | Racing Vilalbés, Caselas FC, Portonovo SD, UD Xove Lago                                                                                   |
| 1992/93   | Betanzos CF          | CD Mosteiro           | Betanzos CF, CD Mosteiro, UD Somozas |
| 1993/94   | CCD Cerceda          | Ponte Ourense CF      | CCD Cerceda, Ponte Ourense CF, Gran Peña FC                                                                                               |
| 1994/95   | Ribadeo FC           | CD Mosteiro           | Ribadeo FC, CD Mosteiro, SD Mindoniense, Flavia SD, Coruxo FC                                                                             |
| 1995/96   | Vista Alegre SD      | Juventud Cambados     | Vista Alegre SD, Juventud Cambados, Club Lemos, Gondomar CF                                                                               |
| 1996/97   | Laracha CF           | Xuventú Sanxenxo      | Laracha CF, Xuventú Sanxenxo, Imperátor OAR                                                                                               |
| 1997/98   | Atlético Arteixo     | Atlético Ourense      | Atlético Arteixo, Atlético Ourense, Alondras CF                                                                                           |
| 1998/99   | Racing Vilalbés      | USD O Grove           | Racing Vilalbés, USD O Grove, Rápido de Bouzas                                                                                            |
| 1999/00   | SCD Malpica          | Caselas FC            | SCD Malpica, Caselas FC, Sporting Pontenova, Verín CF                                                                                     |
| 2000/01   | SD Negreira          | Arosa SC              | SD Negreira, Arosa SC, Atlético Arteixo                                                                                                   |
| 2001/02   | Bergantiños FC       | Portonovo SD          | Bergantiños FC, Portonovo SD, Sporting Guardés                                                                                            |
| 2002/03   | Narón BP             | Porriño Industrial CF | Narón BP, Porriño Industrial, Coruxo FC                                                                                                   |
| 2003/04   | SD O Val             | Villalonga FC         | SD O Val, Villalonga FC, Alondras CF, Viveiro CF                                                                                          |
| 2004/05   | Atlético Mineiro     | Céltiga FC            | Atlético Mineiro, Céltiga FC, Club Lemos                                                                                                  |
| 2005/06   | SDC Órdenes          | CD Ourense B          | SDC Órdenes, CD Ourense B, FC Cruceiro do Hío                                                                                             |
| 2006/07   | Montañeros CF        | Pontevedra CF B       | Montañeros CF, Pontevedra CF B, SD Ciudad de Santiago                                                                                     |
| 2007/08   | SD Compostela        | Gran Peña             | SD Compostela, Gran Peña FC, UD Somozas                                                                                                   |
| 2008/09   | Racing Vilalbés      | Cultural Areas        | Racing Vilalbés, Cultural Areas, Bergantiños FC                                                                                           |
| 2009/10   | Mesón do Vento CF    | Portonovo SD          | Mesón do Vento CF, Portonovo SD, CD Estradense, CD As Pontes                                                                              |
| 2010/11   | Betanzos CF          | CD Lalín              | Betanzos CF, CD Dorneda, CD Lalín, Xuventú Sanxenxo                                                                                       |
| 2011/12   | SD Compostela        | UD Barbadás           | SD Compostela, Narón BP, UD Barbadás, Céltiga FC                                                                                          |
| 2012/13   | CD Boiro             | CD Cultural Areas     | CD Boiro, SD Grixoa, CD Cultural Areas, Arosa SC                                                                                          |
| 2013/14   | Ribadeo FC           | CD Ribadumia          | Ribadeo FC, Bergantiños FC, CD Ribadumia, Xuventú Sanxenxo                                                                                |
| 2014/15   | SD Negreira          | CD Barco              | SD Negreira, SDC Galicia de Mugardos, CD Barco, Verín CF                                                                                  |
| 2015/16   | CD Castro            | Villalonga FC         | CD Castro, SD Dubra, Villalonga FC, Céltiga FC                                                                                            |
| 2016/17   | CF Noia              | CD Cultural Areas     | CF Noia, Laracha CF, CD Cultural Areas, Ourense CF                                                                                        |
| 2017/18   | Polvorín FC          | Ourense UD            | Polvorín FC, UD Paiosaco-Hierros, Ourense UD, Porriño Industrial CF                                                                       |
| 2018/19   | CD As Pontes         | CD Pontellas          | CD As Pontes, CSD Arzúa, CD Pontellas, CD Estradense                                                                                      |
| 2019/20   | Viveiro CF           | CD Ribadumia          | Viveiro CF, SD Fisterra, CD Ribadumia, UD Atios                                                                                           |
| 2020/21   | CF Noia              | Atlético Arnoia       | CF Noia, SD Sofán, Atlético Arnoia, SD Juvenil de Ponteareas                                                                              |
| 2021/22   | Atlético Arteixo     | UD Ourense            | Atlético Arteixo, UD Paiosaco, UD Ourense, Celta C-Gran Peña                                                                              |
| 2022/23   | SD Sarriana          | UD Barbadás           | SD Sarriana, UD Barbadás, Betanzos CF, Pontevedra CF ''B''                                                                                |
| 2023/24   | CF Noia              | Villalonga FC         | CF Noia, Villalonga FC, CD Boiro, CD Valladares                                                                                           |

En negrita, los equipos que fueron campeones absolutos tras ganar la final entre los primeros clasificados de ambos grupos.